# Nonsard-Lamarche
Nonsard-Lamarche ist eine französische Gemeinde mit 225 Einwohnern (Stand 1. Januar 2022) im Département Meuse in der Region Grand Est (bis 2015 Lothringen); sie gehört zum Arrondissement Commercy und zum Gemeindeverband Côtes de Meuse Woëvre.

## Geografie
Nonsard-Lamarche liegt rund 40 Kilometer nordwestlich von Nancy ganz im Osten des Départements Meuse an der Grenze zum Département Meurthe-et-Moselle. Der Ort liegt im Regionalen Naturpark Lothringen. Weite Gebiete im Westen und Norden der Gemeinde sind bewaldet. Nonsard-Lamarche liegt am Stausee Lac de Madine, der vom gleichnamigen Fluss Madine gespeist wird. Neben diesem Gewässer gibt es auf Gemeindegebiet noch weitere Seen wie der Étang de Nonsard und der Étang de Bruny. Die Gemeinde besteht aus den Orten Lamarche-en-Woëvre und Nonsard sowie mehreren Einzelgehöften.
Nachbargemeinden sind Vigneulles-lès-Hattonchâtel im Nordwesten und Norden, Beney-en-Woëvre im Nordosten, Pannes (im Département Meurthe-et-Moselle) im Osten und Südosten, Richecourt im Süden, Buxières-sous-les-Côtes im Südwesten sowie Heudicourt-sous-les-Côtes im Westen.

## Geschichte
Wie alle Gemeinden der Gegend litt die Gemeinde im Mittelalter unter Konflikten. Die schlimmsten Verwüstungen richteten der Hundertjährige Krieg und der Dreißigjährige Krieg an. Der Name des Ortsteils Lamarche-en-Woëvre war ursprünglich Has und wurde bereits im Jahr 812 unter dem Namen Hadina erstmals in einem Dokument erwähnt. Erst seit dem 18. Jahrhundert trug sie den Namen La Marche (oder Lamarche) und war Teil der Grafschaft Has-la-Marche. Der Ortsteil Nonsard wurde sogar bereits im Jahr 708 unter dem Namen novo ex Sarto-villa erstmals in einem Dokument erwähnt. Im Mittelalter lag die heutige Gemeinde in der Barrois non mouvant im Herzogtum Lothringen und gehörte zuerst zur Bailliage Thiaucourt, dann zur Bailliage Saint-Mihiel. Von 1766 bis zur Französischen Revolution lag die Gemeinde im Grand-gouvernement de Lorraine-et-Barrois. Nonsard und Lamarche gehörten von 1793 bis 1801 zum District Saint-Mihiel. Und von 1793 bis 1801 waren sie Teil des Kantons Heudicourt. Von 1801 bis 2015 lagen sie im Kanton Vigneulles-lès-Hattonchâtel. Seit 1801 sind sie dem Arrondissement Commercy zugeteilt. Zwischen 1972 und 1982 bildeten die bis dahin unabhängigen Gemeinden Heudicourt-sous-les-Côtes, Lamarche-en-Woëvre und Nonsard die Gemeinde Madine. Nonsard und Lamarche-en-Woëvre spalteten sich von Heudicourt-sous-les-Côtes ab und fusionierten zur neuen Gemeinde Nonsard-Lamarche. Im Ersten Weltkrieg wurden die beiden Orte weitgehend zerstört.

## Bevölkerungsentwicklung
Die Einwohnerentwicklung ist typisch für eine französische Landgemeinde. Normal ist die Entwicklung zwischen 1793 und 1851 mit einem starken Wachstum. Danach begann in der Gemeinde die Landflucht. Wegen des Kriegsgeschehens sank die Bevölkerung zwischen 1911 und 1921 stark. Daher lebten im November 1918 nur noch 9 der ehemals 296 Einwohner in den beiden Orten. Weitere 200 kehrten in den folgenden zweieinhalb Jahren zurück. Die Abwanderung setzte sich fort bis zum Tiefpunkt 1975. Vom Höchststand 1851 bis 1975 betrug die Abnahme 79,6 Prozent. Seit 2006 gibt es ein starkes Wachstum (2006–2016: +86 Prozent).
| Jahr                                                | 1962 | 1968 | 1975 | 1982 | 1990 | 1999 | 2006 | 2011 | 2019 |
| Einwohner                                           | 137  | 115  | 104  | 106  | 106  | 106  | 114  | 181  | 219  |
| Quellen: Cassini und INSEE; Angaben für 1975: INSEE |      |      |      |      |      |      |      |      |      |

## Sehenswürdigkeiten
- Kirche Saint-Evre in Nonsard aus dem Jahr 1827
- Glocke der im Ersten Weltkrieg zerstörten Kirche Saint-Étienne in Lamarche-en-Woëvre
- Denkmal für die Gefallenen in Nonsard[2]
- Waschhaus (Lavoir) in Nonsard
- drei Wegkreuze in Nonsard

## Verkehr
Die D133a verbindet die beiden Ortsteile. Die östlich vorbeiführende D904 ist die wichtigste regionale Verkehrsverbindung für die Gemeinde, welche weitab von Autobahnen liegt.
Seit der Aufhebung aller Haltestellen zwischen Lérouville und Onville an der Bahnstrecke Lérouville–Metz mit Haltestellen in Essey-et-Maizerais und Thiaucourt liegt der Ort fernab von Eisenbahnverbindungen.